# Easyworld
Easyworld fueron una banda de rock alternativo/indie pop británico Provenientes de Eastbourne, que consta de David Ford como vocalista, Jo Taylor en el bajo y Glenn Hooper en la batería, activo entre 2001 y 2004, la banda logró un éxito limitado en la década de 2000, la liberación de 3 álbumes los cuales son: Better Ways to Self Destruct, This Is Where I Stand y Kill the Last Romantic en Fierce Panda Records y Jive Records antes de su separación en agosto de 2004.

## Hisotira

### Formación
A lo largo de la década de 1990, David Ford y Glenn Hooper tocaron juntos en varias bandas pequeñas de rock como Sweater, Sixteen y Sheadly. Después de un concierto Sheadly, el bajista Jo Taylor se acercó a la banda y les dijo que la necesitaban para tocar como su bajista actual. 
Unos años pasaron, Sheadly habían separado y una vez más Ford y Hooper estaban en la mirada hacia fuera para los nuevos miembros de la banda, la colocación de anuncios para los miembros en la ventana de su tienda de música local. En un giro del destino, Jo Taylor recogió el anuncio, y se formó la banda 'Beachy Head'. 
Después de grabar unos demos en bruto y un álbum inédito, el trío rebautizado como la banda 'Easyworld', después de una letra en su canción "Better Ways To Self Destruct". La banda firmó con Fierce Panda y lanzó su EP debut, Better Ways también titulado autodestruirse a pesar de que no cuentan con la canción del mismo nombre, en 2001, el PE fue precedido por el sencillo "Hundredweight". 
La banda finalmente se separó en 2004, antes de la división discográfica de la banda Jive fue adquirida por BMG.

### Jive Records y This Is Where I Stand (2002-2003)
La banda firmó con Jive Records en el otoño de 2001 y publicado dos álbumes, "This Is Where I Stand" y "Kill the Last Romantic" antes de separarse en 2004.

## Discografía

### Álbum
- 1. Better Ways to Self Destruct (mini album) (2001)
- 2. This Is Where I Stand (2002)
- 3. Kill the Last Romantic (2004)

### DVD
- 1. I Don't Expect You To Notice (2005)

## Sencillos lanzados
| Sencillo/EP                     | Fecha de lanzamiento    | Discográfica         | Formato  | Sencillos y Posición |
| ------------------------------- | ----------------------- | -------------------- | -------- | -------------------- |
| "Hundredweight"                 | 19 de febrero de 2001   | Fierce Panda Records | CD, 7"   |                      |
| "Try Not to Think"              | 11 de marzo de 2002     | Jive Records         | CD, 7"   |                      |
| "Bleach"                        | 20 de mayo de 2002      | Jive Records         | CD, 7"   | 67                   |
| "You & Me"                      | 9 de septiembre de 2002 | Jive Records         | 2xCD, 7" | 57                   |
| "Junkies"                       | 27 de enero de 2003     | Jive Records         | 2xCD, 7" | 40                   |
| "2nd Amendment"                 | 6 de octubre de 2003    | Jive Records         | 2xCD, 7" | 42                   |
| "'Til the Day"                  | 19 de enero de 2004     | Jive Records         | 2xCD, 7" | 27                   |
| "How Did It Ever Come to This?" | 30 de agosto de 2004    | Zomba / BMG          | 2xCD, 7" | 50                   |